# 鳴門西テレビ中継局
鳴門西テレビ中継局（なるとにしテレビちゅうけいきょく）は、徳島県鳴門市北灘町折野にあるNHK単独のテレビ中継局である。なお、アナログテレビ放送終了までは四国放送の中継局も置かれていた。

## 概要
- 当中継局は、徳島県鳴門市北灘町折野に置局されている。

## 中継局概要

### デジタルテレビ
| 放送局名                   | リモコンキーID | 物理チャンネル | 空中線電力 | ERP | 放送対象地域 | 放送区域内世帯数 | 開局日         |
| NHK総合・徳島              | 3              | 34ch           | 300mW      | 3W  | 徳島県       | 約350世帯        | 2010年12月24日 |
| NHKNHK教育テレビジョン徳島 | 2              | 44ch           | 300mW      | 3W  | 全国         | 約350世帯        | 2010年12月24日 |

- 2010年12月2日に予備免許交付、12月6日から試験放送開始、12月17日に本免許交付。

### アナログテレビ
| 放送局名    | チャンネル | 空中線電力        | ERP              | 放送対象地域 | 放送区域内世帯数 |
| NHK徳島教育 | 42ch       | 映像1W/ 音声250mW | 映像6W/ 音声1.5W | 全国         | 約-世帯          |
| JRT四国放送 | 46ch       | 映像1W/ 音声250mW | 映像6W/ 音声1.5W | 徳島県       | 約-世帯          |
| NHK徳島総合 | 53ch       | 映像1W/ 音声250mW | 映像6W/ 音声1.5W | 徳島県       | 約-世帯          |

- 2011年7月24日をもってすべて廃止された。